# Nueva Era
Nueva Era (Bayan ng Nueva Era) är en kommun i Filippinerna. Kommunen ligger på ön Luzon, och tillhör provinsen Norra Ilocos. Folkmängden uppgår till 6 095 invånare.
Nueva Era är indelat i 11 barangayer.